# Richelieu Levoyer
Richelieu Levoyer Artieda (Quito, 17 de junio de 1930-íd., 23 de diciembre de 2015) fue un militar, político y agricultor de la República de Ecuador. Hijo del pintor y músico ecuatoriano Jorge Levoyer y de la educadora Delia María Artieda.
Se desempeñó como Comandante del Frente Sur del Ecuador, dirigió a 25 000 hombres a la frontera con Perú, durante la crisis de guerra entre los dos países andinos en 1981; como Ministro de Gobierno del Consejo Supremo de Gobierno de 1976 desplegó un plan sistemático para la destrucción de cárceles en las que los derechos humanos estaban siendo violados; y, además propuso e impulsó el "Plan de Retorno a la Constitución", con el que la dirigencia militar terminaba y se entregaba el poder a un presidente electo mediante votaciones. Al final de este proceso democrático, resultó elegido el abogado Jaime Roldós Aguilera.
En los dos primeros sobre todo, recibió el apoyo popular y espontáneo que canalizó y dio forma concreta. En el primer caso, creando un frente de defensa de población civil armada (con la guía de los profesionales de las armas) y en el segundo, con un frente cívico de la población de los barrios vecinos a las cárceles del "Retén Sur" de Quito y de Fumisa (pequeña población en la provincia de Los Ríos), para con ellos proceder a la destrucción material de dichas cárceles.
Con respecto a la posición de Levoyer frente al problema limítrofe con Perú, César Alarcón señala:

"Desplegó una intensa labor en defensa de la integridad territorial y la soberanía del Ecuador en el Amazonas, frente a la claudicación de quienes el 26 de octubre de 1998 sometieron a nuestro país a las pretensiones peruanas impuestas por la fuerza mediante el nulo Protocolo de Río de Janeiro del 29 de enero de 1942".

Cursó todos los centros formativos militares de Ecuador, según la norma de su profesión. También realizó estudios en el extranjero. Estudió, luego fue profesor y finalmente Director de esos centros de estudios militares ecuatorianos. Así, estudió en el colegio Militar “Eloy Alfaro”, fue enviado a los cursos de especialización en la Escuela de las Américas, Panamá; acudió al Centro de Estudios de Personal del Ejército del Brasil; estuvo en el Colegio Interamericano de Defensa, en Estados Unidos; fue director de la Escuela de Perfeccionamiento del Ejército del Ecuador; cursó la Academia de Guerra(requisito para ascender a Estado Mayor), de la que luego sería Director; Consciente de que el país necesitaba de estudiosos en un alto nivel, intervino en la creación del Instituto de Altos Estudios Nacionales, centro en el que se concentró a los mejores cerebros (militares y civiles) de Ecuador para el estudio y planificación de los destinos de su país. Así, finalmente ascendió al grado de General de División.
Este largo camino que se ceñía a la norma establecida en su profesión parece ser la causa para que en más de una ocasión expresara aquella divisa de la que solía hacer gala: "Si uno quiere hacer algún cambio importante en el país, hay que obtener el poder, pero no obtenerlo por sí mismo -lo que sería simple egolatría y ambición-, sino para cambiar las cosas y, ya una vez instalado allí, y con el respaldo de un impoluto prestigio ganado día a día, entonces sí emprender en cualquier real y profundo cambio que ya será posible y con el respaldo del consenso público, con lo que tendremos un éxito indudable y beneficioso para los más desfavorecidos de nuestro país".
Se desempeñó como Subsecretario de Industrias (tarea en la que puso énfasis en desarrollar la pequeña industria). Siendo todavía Coronel fue designado Ministro de Gobierno, el cargo político más alto de la nación. Allí intervino en los dos temas que más urgentemente requerían de una respuesta: la necesidad de ingresar en un sistema democrático, mediante votaciones universales, y la urgencia de eliminar los dos centros carcelarios más famosos en los que se sabía que se estaban vulnerando derechos humanos.
Como Ministro de Gobierno (1976), organizó un "Diálogo político" por el que las organizaciones populares y las nuevas tendencias políticas adquirían protagonismo (lo que le ganó la adversidad de los sectores conservadores de la política ecuatoriana). El hecho era tan relevante que, entre la ciudadanía circulaba la idea (promovida inicialmente en un medio escrito de la época) de que por primera vez entraban al Palacio de Carondelet (sede de la Presidencia) los sectores indígenas (que más tarde se organizaron en la CONAIE), no para recoger las colillas de los cigarrillos de los políticos de las clases dominantes, sino para decidir sobre el futuro de la nación. Fruto del "Diálogo político" el ministro Levoyer anunció el "Plan de Reestructuración Jurídica del Estado" que se cumpliría por pasos sistemáticamente organizados. Primero debía permitirse al pueblo ecuatoriano elegir una Constitución: o bien la de 1945 reformada, o una nueva, la que finalmente fue aprobada (1978). Además se promulgaba una Ley de Elecciones y otra de partidos políticos.
Pero las presiones de la derecha ecuatoriana lograron que los dictadores removieran del cargo a Levoyer a quien, por otro lado, no podrían simplemente eliminar de las filas militares, así que optaron por expatriarle, designándolo para la legación diplomática ecuatoriana en los Estados Unidos. Sin embargo, el plan ya estaba anunciado y la ciudadanía ya había tomado para sí la necesidad de transitar por nuevos derroteros en la historia del país que incluyeran a los sectores tradicionalmente excluidos.
Fue elegido Diputado Nacional del Congreso Nacional del Ecuador, en el período de 1984 a 1988. Entre otras cosas (por ejemplo, y mediante sendas leyes, favoreció a los héroes de las guerras de 1941 y 1981) desde su cargo de Diputado electo por votación popular, se constituyó en el impulsor de la presencia ecuatoriana en la Antártica, que actualmente ya tiene forma institucional, y el Programa Antártico Ecuatoriano.
Fue presidente de OMIDELAC, Organización de Militares por la Democracia y la Liberación de América Latina y El Caribe. Esta Organización jugó un papel importante en la presión internacional para promover sistemas democráticos en América Latina. Tal fue el caso con la dictadura del General Augusto Pinochet de Chile para que retornara a un sistema de votaciones universales. Omidelac también fue invitada como observadora de distintos procesos eleccionarios realizados en varios países de América Latina. De hecho, desempeñó un importante papel en el proceso de democratización del subcontinente. Con esta organización mantuvo constante relación con el entonces Coronel Hugo Chávez.
También se desempeñó como Ministro Juez de la Corte de Justicia Militar y fue miembro de FEGES. El 4 de agosto de 2014 recibió la Orden Nacional al Mérito en el Grado de Gran Cruz, de manos del Presidente ecuatoriano Rafael Correa, en reconocimiento a su exitosa carrera militar y política. Paralelamente a su actividad militar y política, se desempeñó como agricultor hasta el final de sus días. 

## Fallecimiento
Falleció el 23 de diciembre de 2015 a causa de una Neumonía Nocosomial Tardía, en Quito a los 85 años de edad.